# Degema
Degema é uma cidade e área do estado de Rios, na Nigéria. Tem 1 011 quilômetros quadrados e de acordo com o censo de 2016, havia 350 500 residentes.